# Anthony Briançon
Pour les articles homonymes, voir Briançon (homonymie).
Anthony Briançon est un footballeur français, né le 29 novembre 1994 à Avignon en France. Il évolue au poste de défenseur central au Pau FC.

## Biographie

### Jeunesse et formation
Né à Avignon, dans le Vaucluse, Anthony Briançon grandit à Noves, à quelques kilomètres d'Avignon. Son père, Thierry Briançon, est un ancien membre de l'équipe de France de judo et champion militaire de la discipline. 
Anthony Briançon commence le football dans sa ville de naissance, au club de la MJC d'Avignon. Il était déjà capitaine de son équipe en poussins et benjamins. Après avoir refusé d'intégrer le Pôle espoirs d'Aix-en-Provence, il quitte finalement Avignon en 2009 pour rejoindre le centre de formation de l'Olympique lyonnais sous contrat aspirant, après avoir fait plusieurs essais en France. Sa progression à l'OL est cependant freiné par des blessures aux genoux. Il est obligé de se faire opérer en 2011 pour pouvoir rejouer.
Après trois ans passés à Lyon, il n'est pas conservé par l'OL. Le FC Tours, dont Bernard Blaquart est le directeur du centre de formation, s’intéresse à lui. Finalement son ami Gaëtan Paquiez le met en relation avec le Nîmes Olympique pour faire un essai. Il choisit de rejoindre Nîmes afin de se rapprocher de sa famille, son essai est concluant et Nîmes le conserve. Il joue dans un premier temps avec les U19 nationaux, avant d'intégrer le groupe professionnel quelque temps plus tard. Il profite de nombreuses absences à son poste pour s'y faire une place. Il ne joue cependant pas tout de suite en Ligue 2 mais commence en CFA 2, avec la réserve.

### Débuts professionnels au Nîmes Olympique (2013-2022)
Anthony Briançon fait ses débuts professionnels avec le Nîmes Olympique lors de la dernière journée de Ligue 2 de la saison 2013-2014. René Marsiglia le fait entrer en jeu contre Créteil.
Il devient ensuite titulaire au poste de milieu de terrain avec José Pasqualetti, avant que Bernard Blaquart, à son arrivée, le repositionne au poste de défenseur central à partir de janvier 2016.
Il marque le premier but de sa carrière le 15 janvier 2016, lors de la vingt-et-unième journée de Ligue, face à Clermont. Il marque deux buts de plus durant la saison 2015-2016 et finit la saison avec trois buts marqués en championnat.
Féthi Harek, le capitaine nîmois étant en fin de carrière, il joue de moins en moins, c'est alors Anthony Briançon qui est le capitaine du Nîmes Olympique en son absence, jusqu'à son départ où il deviendra le nouveau capitaine du club. Lors de la saison 2018-2019, il est le deuxième capitaine le plus jeune de Ligue 1, derrière Valentin Rongier à Nantes. Cette saison est également sa première en Ligue 1, il a alors 24 ans.
Lors de la saison 2020-2021, il se blesse gravement au genou, ce qui l'éloigne des terrains plusieurs mois. À l'issue de cette saison, il décide de se faire opérer du genou droit afin de mettre fin aux blessures récurrentes. Il est donc absent de nouveau plusieurs mois et manque donc une grande partie de la saison 2021-2022.

### AS Saint-Étienne (2022-2025)
Après sa descente en Ligue 2, l'AS Saint-Étienne opère de nombreux changements au sein de son effectif. Anthony Briançon est la deuxième recrue de l'ASSE pour la saison 2022-2023, après Dylan Chambost. Libre de tout contrat, il s'engage le 22 juin 2022 avec les Verts pour une durée de trois saisons, soit jusqu'en 2025. Il est notamment recruté par Laurent Batlles pour son expérience et ses qualités de meneur d'hommes.
Il joue son premier match en vert lors de la première journée de championnat, face au Dijon FCO. Il est titulaire et capitaine. Il marque son premier but avec ses nouvelles couleurs le 1er octobre 2022, à l'occasion de la dixième journée de Ligue 2 BKT contre Grenoble Foot 38, mais cela ne permet pas à l'ASSE de remporter le match qui se solde sur un score nul (2-2).
Après n'avoir joué qu'un seul match lors de la saison 2024-2025 en Ligue 1, le 8 février 2025 contre le Stade rennais, il quitte le club stéphanois à l'issue du championnat.

### Pau FC (2025-)
Libre de tout contrat, Anthony Briançon s'engage avec le Pau FC début juillet 2025. 

## Statistiques
| Saison                | Club                  | Championnat           | Championnat | Championnat | Coupe nationale | Coupe nationale | Coupe de la Ligue | Coupe de la Ligue | Total | Total |
| Saison                | Club                  | Division              | M.          | B.          | M.              | B.              | M.                | B.                | M.    | B.    |
| 2013-2014             | Nîmes Olympique       | Ligue 2               | 1           | 0           | -               | -               | -                 | -                 | 1     | 0     |
| 2014-2015             | Nîmes Olympique       | Ligue 2               | 28          | 0           | 1               | 0               | 1                 | 0                 | 30    | 0     |
| 2015-2016             | Nîmes Olympique       | Ligue 2               | 26          | 3           | 1               | 0               | 1                 | 0                 | 28    | 3     |
| 2016-2017             | Nîmes Olympique       | Ligue 2               | 34          | 6           | 1               | 0               | 1                 | 0                 | 36    | 6     |
| 2017-2018             | Nîmes Olympique       | Ligue 2               | 37          | 3           | 3               | 0               | 1                 | 1                 | 41    | 4     |
| 2018-2019             | Nîmes Olympique       | Ligue 1               | 33          | 2           | -               | -               | -                 | -                 | 33    | 2     |
| 2019-2020             | Nîmes Olympique       | Ligue 1               | 22          | 1           | 1               | 1               | 1                 | 0                 | 24    | 2     |
| 2020-2021             | Nîmes Olympique       | Ligue 1               | 16          | 0           | -               | -               | -                 | -                 | 16    | 0     |
| 2021-2022             | Nîmes Olympique       | Ligue 2               | 4           | 1           | -               | -               | -                 | -                 | 4     | 1     |
| Sous-total            | Sous-total            | Sous-total            | 201         | 16          | 7               | 1               | 5                 | 1                 | 213   | 18    |
| 2022-2023             | AS Saint-Étienne      | Ligue 2               | 24          | 1           | 1               | 0               | -                 | -                 | 25    | 1     |
| 2023-2024             | AS Saint-Étienne      | Ligue 2               | 32          | 1           | -               | -               | -                 | -                 | 32    | 1     |
| 2024-2025             | AS Saint-Étienne      | Ligue 1               | 1           | 0           | -               | -               | -                 | -                 | 1     | 0     |
| Sous-total            | Sous-total            | Sous-total            | 57          | 2           | 1               | 0               | -                 | -                 | 58    | 2     |
| 2025-2026             | Pau FC                | Ligue 2               | 2           | 0           | -               | -               | -                 | -                 | 2     | 0     |
| Total sur la carrière | Total sur la carrière | Total sur la carrière | 260         | 18          | 8               | 1               | 5                 | 1                 | 273   | 20    |

## Distinctions individuelles
- Nommé dans l'équipe type de Ligue 2 aux Trophées UNFP du football 2024[14]